# Sofia Mikhaylivna Tarasova
Sofia Mikhaylivna Tarasova (tiếng Ukraina: Софія Михайлівна Тарасова; sinh ngày 31 tháng 3 năm 2001) là một ca sĩ, diễn viên và cựu thành viên của ban nhạc nữ Ukraina Nu Virgos. Cô đã đại diện cho Ukraina tại Junior Eurovision Song Contest 2013, với bài hát "We Are One", đạt được thứ hạng 2 chung cuộc với 121 điểm.

## Đầu đời
Sofia Tarasova sinh ngày 31 tháng 3 năm 2001 tại Kyiv, thành phố thủ đô của Ukraina, trong một gia đình có bố mẹ là người Nga gốc Sankt-Peterburg. Cô bắt đầu thể hiện năng khiếu thanh nhạc khi lên 2 tuổi rưỡi. Với năng khiếu đạt được cao độ hoàn hảo, cô đã được gia nhập nhóm trẻ tài năng tại Học viện Âm nhạc thành phố Kyiv mang tên Reinhold Glière danh tiếng quê nhà. Sau đó, năm 4 tuổi, Tarasova đã vượt qua kỳ thi để vào lớp dự bị của Học viện Nghệ thuật, giúp cô có cơ hội theo đuổi âm nhạc và vũ đạo. Năm 6 tuổi, Tarasova tham gia nhà hát múa "Chunga-Changa". Đây là nơi thường tổ chức các lớp đào tạo về diễn xuất và tạo cơ hội cho học viên được đảm nhiệm các vai chính trong các vở nhạc kịch. Trong một bản lý lịch năm 2013, cô thừa nhận rằng vai diễn "Gerda" trong Bà chúa Tuyết là vai diễn sân khấu yêu thích nhất của cô. Năm lên 10 tuổi, cô gia nhập trung tâm "PARADIZ". Tại đây, cô đã được đào tạo về giọng nói, vũ đạo, người mẫu và diễn xuất.

## Sự nghiệp âm nhạc

### 2012: The Voice of Ukraine Junior, Junior Eurovision 2012 và Euro Pop Contest 2012
Năm 2012, Tarasova giành giải vô địch Holos. Dity, một phiên bản của The Voice dành cho thí sinh nhí phát sóng tại Ukraina. Cùng năm, cô cũng tham gia vào cuộc thi tuyển chọn thí sinh toàn Ukraina cho Junior Eurovision Song Contest 2012 với bài hát "Zhityeviy Pazl" (Puzzle of Life), nhưng đã không giành được vé đại diện cho quốc gia. Tarasova lần đầu đại diện cho Ukraina tại một cuộc thi quốc tế là tại Euro Pop Contest, một cuộc thi ca hát được tổ chức tại Berlin, có dạng thức tương tự với Eurovision Song Contest.

### 2013: New Wave Junior, Eurovision Music Academy và Junior Eurovision 2013

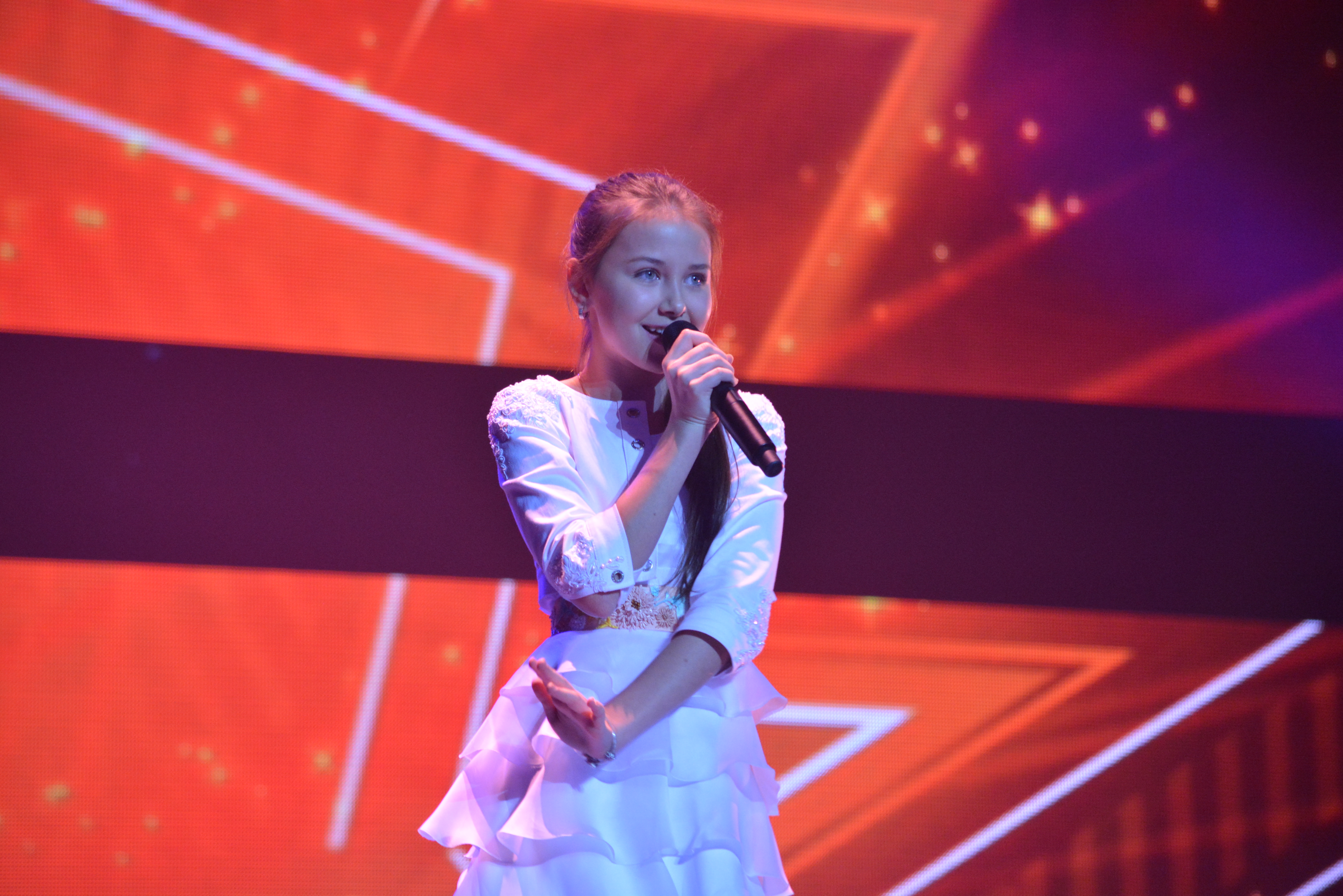
Sofia Tarasova trong một cuộc tập duyệt trong khuôn khổ Junior Eurovision Song Contest 2013

Tarasova đã giành chiến thắng tại International Pop Performers Competition lần thứ VI "New Wave Junior" và "Eurovision Music Academy" trong năm 2013.
Ngày 2 tháng 8 năm 2013, Sofia tham gia tranh tài trong cuộc thi tuyển chọn thí sinh toàn Ukraina cho Junior Eurovision Song Contest 2013 với bài hát "We Are One," do cô sáng tác. Kết quả chung cuộc, cô đạt được chức vô địch, vượt qua 20 thí sinh, và giành quyền đại diện cho đất nước. Tại Junior Eurovision Song Contest 2013, bài hát của cô đã đạt thứ hạng nhì chung cuộc với 121 điểm.

### 2014: "Ver' mne" và Euro Pop Contest 2014
Cuối tháng 4 năm 2014, Tarasova phát hành một bài hát mới sáng tác với tựa đề "Ver' mne" (Believe me). Video âm nhạc của bài hát được phát hành vào ngày 21 tháng 5 năm 2014. Tarasova là người được lựa chọn để đại diện cho Ukraina tại Junior Eurovision Song Contest 2014 tổ chức tại Marsa, Malta vào ngày 15 tháng 11.
Tarasova tiếp tục một lần nữa tham gia tranh tài tại Euro Pop Contest và vào ngày 1 tháng 12 năm 2014, cô đã giành chiến thắng tại hạng mục 10–13. Cô đã được chỉ định tham gia vào ban giám khảo trong cuộc thi tuyển chọn thí sinh toàn Ukraina cho Eurovision Song Contest 2017, nhưng sau đó cô đã từ chối vì lý do cá nhân.

### 2018: The Voice
Tháng 10 năm 2018, Tarasova quyết định tham gia mùa thứ 7 của Golos, phiên bản The Voice của Nga. Cô đã biểu diễn bài hát "I'm Your Baby Tonight" của Whitney Houston, được cả 4 giám khảo lựa chọn, và cô đã quyết định về đội của giám khảo Konstantin. Tarasova đã giành chiến thắng tại vòng Đối đầu, do đó giành quyền đi tiếp vào vòng Đo ván. Tại vòng Đo ván, Tarasova đã lựa chọn thể hiện bài hát "Ty otpusti" (Ты отпусти; lit. You let go) của Tina Karol, và đã giành quyền đi tiếp vào vòng Trình diễn. Tại vòng tứ kết, Tarasova đã thể hiện bài hát "Amerikanskaya zhena" (Американская жена; lit. American wife) từ bộ phim Stilyagi, và giành vé đi tiếp vào vòng trong. Tại vòng bán kết, cô đã trình diễn bài hát "We Are the World" của USA for Africa. Dù nhận được nhận xét tích cực từ các giám khảo, Tarasova was đã dừng chân tại bán kết.

### 2019–nay: Sự nghiệp solo
Cô bắt đầu sự nghiệp solo với nghệ danh SOFA với việc ra mắt ba đĩa đơn với tựa đề "Мы стоим у воды" (We're standing by the water), "Киев-Москва" (Kiev-Moscow), and "Харизма" (Charisma). "Не обижай меня" (Don't hurt me) và bài hát chủ đề "Одуванчиков поле" (Dandelion Field) được phát hành sau đó.
Ngày 8 tháng 9 năm 2023, cô ra mắt đĩa đơn mới có sự tham gia của Konstantin Meladze có tựa đề ″Почему я?″ (Why me?).

### 2020–2022: VIA Gra
Ngày 6 tháng 11 năm 2020, Tarasova trở thành thành viên của ban nhạc pop nữ Ukraina Nu Virgos.
Ngày 22 tháng 2 năm 2022, do sự kiện Nga xâm lược Ukraina, ban nhạc đã tan rã.

## Danh sách đĩa nhạc

### Đĩa đơn

#### Solo
| Năm  | Tựa đề              | Tựa đề (tiếng Anh)        | Album                     |
| ---- | ------------------- | ------------------------- | ------------------------- |
| 2012 | "Zhityeviy pazl"    | Puzzle of life            | Đĩa đơn không trong album |
| 2013 | "We Are One"        | –                         | Đĩa đơn không trong album |
| 2013 | "Zminyty vse"       | To change everything      | Đĩa đơn không trong album |
| 2013 | "Bryunetki krasche" | Brunettes are more pretty | Đĩa đơn không trong album |
| 2014 | "Ver' mne"          | Believe me                | Đĩa đơn không trong album |
| 2014 | "Happy End"         | –                         | Đĩa đơn không trong album |
| 2015 | "Vos'moe chudo"     | Eighth wonder             | Đĩa đơn không trong album |
| 2015 | "Neba dozhdi"       | Heaven's rain             | Đĩa đơn không trong album |
| 2016 | "Sestra"            | Sister                    | Đĩa đơn không trong album |
| 2016 | "Letet' vysoko"     | Fly high                  | Đĩa đơn không trong album |
| 2016 | "Everybody"         | –                         | Đĩa đơn không trong album |
| 2016 | "Forever Young"     | –                         | Đĩa đơn không trong album |
| 2016 | "Doshi"             | Rain                      | Đĩa đơn không trong album |
| 2017 | "V glaza"           | In your eyes              | Đĩa đơn không trong album |
| 2018 | "Leave Me Alone"    | –                         | Đĩa đơn không trong album |
|      |                     |                           |                           |

#### Nghệ sĩ tham gia
| Năm  | Tựa đề                                              | Tựa đề (tiếng Anh) | Album                     |
| ---- | --------------------------------------------------- | ------------------ | ------------------------- |
| 2014 | "Mir bez voyny" ( với Respublika Kids và Open Kids) | World without wars | Đĩa đơn không trong album |
| 2020 | Oduvanchikov pole (với MARUSHOVA)                   | Dandelion field    | Đĩa đơn không trong album |
| 2023 | Pochemu Ya (với Konstantin Meladze)                 | Why me             | Đĩa đơn không trong album |

With Nu Virgos
| Năm  | Tựa đề                            | Tựa đề (tiếng Anh)                  | Album                     |
| ---- | --------------------------------- | ----------------------------------- | ------------------------- |
| 2020 | Рикошет                           | Ricochet                            | Đĩa đơn không trong album |
| 2021 | Антигейша Родниковая Вода Манекен | Antigeisha Rodnikovaya Voda Maneken | Đĩa đơn không trong album |

### Music videos
- 2014 – Ver' mne
- 2014 – Zminyty vse
- 2014 – We Are One (tiếng Anh)
- 2014 – Mir bez voyny (với các thành viên của Respublika Kids và Open Kids)
- 2016 – Letet' vysoko
- 2018 – Leave Me Alone